# Liberty City
Liberty City a Grand Theft Auto videójáték-sorozat több részének is helyszínéül szolgáló fiktív város.
A város legelőször az első Grand Theft Auto játékban mutatkozott be 1997-ben, ekkor még csak felülnézetből volt látható. 2001-ben a Grand Theft Auto III-ban már megújult külsővel, teljes 3 dimenziós környezetként tért vissza. Ezt követően a város mindkét generációja visszatért egy-egy új játék erejéig. Az első részben megismert felülnézetes verzió 2004-ben a Game Boy Advance kézi játékgépre megjelent Grand Theft Auto Advance-ban volt újra látható, míg az új 3 dimenziós város 2005-ben a PlayStation Portable-re megjelent Grand Theft Auto: Liberty City Stories-ban köszönt vissza.
A város legfrissebb, harmadik generációja a 2008. április 29-én megjelent Grand Theft Auto IV-ben debütált.
Bár a város kitalált, mindig is New York-nak lehetett megfeleltetni. Az első generációs város térképe szakasztott mása New York térképének, a második városban pedig az épületek, környékek is hasonlítanak nagy vonalakban, noha az elrendezésük nem mindig azonos az eredetivel. A harmadik generációs Liberty City már nagyságrendekkel több hasonlóságot mutat a valós várossal, több híd, felhőkarcoló és egyéb épület szinte pontos mását helyezték el benne a fejlesztők, ezenkívül a városrészek elhelyezkedése is megegyezik a New York-iakkal.

## Grand Theft Auto változat
A város első változatát az 1997-es Grand Theft Auto-ban ismerhették meg a játékosok. Ennek alaprajza pontos hasonmása volt a valódi New Yorkénak.

## Grand Theft Auto 2 változat
A város második változatát igazából az 1970-es, 80-as évekbeli sötét jövőképet mutatja be. Bár a neve jelen esetben Anywhere City, könnyen rá lehet ismerni, hogy ez alapján készítették el a 3D-s Liberty Cityt.

### Városrészek
A város három nagyobb városrészből tevődik össze, ezek között a váltást a feloldás után a játék másik városba betöltésével oldhatjuk meg.
Downtown
A GTA 2 első szintjének helyet adó város. A városrész kaszinókat, hoteleket, egy egyetemet, és egy nagy elmegyógyintézetet tartalmaz. A kisebb városrészei: Altamount, Avalon, Flotsam, Fruitbat, Funabashi, Omnitron, Shiroto, Sunnyside, Ukita, University, Zarelli.
Residental
Rengeteg házat, rejtekhelyet, sztriptízbárt, lakókocsiparcellát, vízgenerátort, kutatólaboratóriumot, illetve egy börtönt tartalmaz. Kisebb városrészei: Arbo, Army Base, Belmont, Cayman, Dominatrix, Guntersville, Largo, Mobile RV Park, Morton, Prison, Redemption, Stromberg, The Village, Wormley, Xanadu, Xenoton.
Industrial
A városrész nagyrészt gyárakat tartalmaz, de vannak benne házak is. Kisebb városrészei: Azeri Heights, Bayano, Escobar, Gonad, Krimea, Lattero, Lubyanka, Lubyanka Docks, Mad Island*, Maharishi, Narayana, Petula, Pravda, Sennora, Tabernacle, Tedium, Vedic Temple.

### Bandák
A játék hét összetételükben teljesen különböző bandát, plusz pár kisebbet tartalmaz.
Zaibatsu vállalat: Omnitron, Zarelli (Downtown); The Village (Residental); Bayano (Industrial)
Loonies: Fruitbat, Sunnyside (Downtown)
Yakuza: Funabashi, Ukita (Downtown)
Rednecks: Guntersville, Mobile RV Park, Redemption (Residental); Mad Island (Industrial)
SRS Scientists: Dominatrix, Largo, Stromberg, Xanadu (Residental)
Hare Krishna: Vedic Temple (Industrial)
Orosz maffia: Pravda (Industrial)
Mad Island banda**: Mad Island (Industrial)
Yutes: Flotsam (Downtown)

## Grand Theft Auto III változat
2001-ben a város teljes 3 dimenziós környezetként jelent meg újra a Grand Theft Auto III-ban. 2005-ben ugyanez a város (a három évvel korábban játszódó történet miatt) kissé megváltozott formában volt látható a PlayStation Portable-re megjelent Grand Theft Auto: Liberty City Stories-ban.

### Városrészek
A város három nagyobb városrészből tevődik össze, ezeket egy hosszabb alagút és két híd köti össze.
Portland
Liberty City ipari negyede. Főbb részei: Saint Marks, Chinatown (Kínai negyed), Red Light District (Piroslámpás negyed), Hepburn Heights, Portland Harbor, Atlantic Quays, Callahan Point, Portland Beach, Portland View, Trenton és Harwood. Saint Marksban tevékenykedik a Maffia (Leone család), és itt lakik a szervezet vezetője, Salvatore Leone. Ezen részben főleg éttermek és lakások találhatók. A Kínai negyed a Triádok telephelye, a piroslámpás negyedben főleg a prostitúció és a pornográfia gyakori. Itt található a Luigi Sex Club Seven klubja. Portland Harbor Portland kikötője. Hepburn Heights-ban a Diablo banda található, melynek főnöke El Burro. Trentonban találhatő Joey Leone garázsa. A GTA 2-es Industrialról lett mintázva.
Staunton Island
A város kereskedelmi negyede. Itt található a város egyeteme, a St. Matthias University (melyet a világ legrosszabb egyetemének tartanak) és a város futballcsapatának stadionja, a Liberty Memorial Coliseum is (melynek a falára egy hatalmas COCKS felirat került). Főbb részei: Fort Staunton, Belleville Park, Torrington, Bedford Point, Newport, Rockford, Liberty Campus, Aspatria. Newportban a Yardie nevű banda tevékenykedik, míg a Yakuzák Toringtonban, a Kolumbia Kartell a Fort Stauntonben található meg. A GTA 2-es Downtownról lett mintázva.
Shoreside Vale
A város vidéki területe egy alacsony heggyel. Itt található a város reptere, a Francis International Airport és a Cochrane gát is. Főbb részei: Francis International Airport, Cochrane gát, Pike Creek, Wichita Gardens, Cedar Grove. Cedar Grove-ban található a Kolumbia Kartell, Wichita Gardens-ben pedig a Southside Hoods amelyet D-Ice vezet. A GTA 2-es Residentalról lett mintázva.

### Bandák és bűnszervezetek
A Gta 3 és a Gta Liberty City Stories bandái jelentősen különböznek. 1998-ban 3 mafia család irányítja a várost: Leone Család, Forelli család, Sindacco család, illetve a szicíliai maffia is megpróbál a városba költözni. Sok banda jött a városba: Triádok, Diablók, Uptown Yardies, Yakuza, Kolumbia Kartell, Southside Hoods. A Sindacco család megszűnik 1998-ban, a Forrelli család pedig 2001-ben, illetve a Liberty City Bikers és az Avenging Angels is megszűnik 1998 és 2001 között.
GTA 3
Leone Család: Szent Márk, Harwood, Vöröslámpás Negyed.(Portland Sziget)
Forelli Család(†): Marco Bisztró.(Portland Sziget)
Triádok: Kínai Negyed.(Portland Sziget)
Diablók: Hepburn Heights.(Portland Sziget)
Uptown Yardies: Newport. (Staunton Sziget)
Yakuza: Torrington, Fort Staunton.(Staunton Sziget)
Kolumbia Kartell: Fort Staunton (Staunton Sziget), Cedar Grove, Cochrane gát. (Shoreside Vale)
Southside Hoods: Wichita Gardens. (Shoreside Vale)
GTA LIBERTY CITY STORIES
Leone Család: Szent Márk, Harwood, Vöröslámpás Negyed, Kínai Negyed, Hepburn Heights, Atlantic Rakpart. (Portland Sziget)
Forelli Család: Marco Bisztró (Portland Sziget), Newport, Belleville Park, Fort Staunton
(Staunton Sziget), Wichita Gardens.(Shoreside Vale)
Sindacco Család(†): Vöröslámpás Negyed, Kínai Negyed, Hepburn Heights (Portland Sziget), Newport, Fort Staunton, Torrington. (Staunton Island)
Diablók: Hepburn Heights.(Portland Sziget)
Uptown Yardies: Newport. (Staunton Sziget)
Triádok: Kínai Negyed.(Portland Sziget)
Yakuza: Torrington, Belleville Park, Aspatria, Liberty Campus (Staunton Sziget), Pike Creek, NY-Wichita Gardens.(Shoreside Vale)
Kolumbia Kartell: Cedar Grove, Cochrane gát, Francis Nemzetközi Reptér.(Shoreside Vale)
Southside Hoods: Wichita Gardens. (Shoreside Vale)
Liberty City Bikers(†): Főleg Portland-on találhatóak.
Avenging Angels(†): Egész Liberty City-ben megtalálhatóak.
Szicíliai Mafia: Szicília, illetve egy ideig Liberty Cityben tartózkodnak. (A játék végén elhagyják a várost.)

## Grand Theft Auto IV változat
A város legfrissebb változata minden eddiginél jobban hasonlít az igazi New York városára. A Grand Theft Auto IV-ben bemutatkozó városban több New York-i épület mása is fellelhető.

### Városrészek
New York öt nagy kerületéből négy található meg a játékban, és ezek mellett New Jersey egy kisebb része. A korábbi részekben megszokott módon mind új néven szerepel a játékban.
Broker
Brooklyn játékbeli megfelelője a város keleti részén fekvő sziget déli felén található. Broker a város üzemekkel, raktárházakkal és téglaépületekkel telített iparnegyede. Lakossága etnikai bandákból és szegény ipari munkásokból áll. Itt található a Firefly Island, ami a Brooklyn-i Coney Island vidámpark játékbeli mása. Broker-t a Broker híd köti össze Algonquin-nel, amely a New York-i Brooklyn híd megfelelője.
Dukes
Dukes városrész Queens játékbeli mása, Broker északi szomjédjában található a város keleti részén. Itt található a város reptere, a Francis International Airport, mely a Queens-i John F. Kennedy International Airport játékbeli mása. Dukes-ot Algonquin-el az Algonquin híd köti össze.
Algonquin
A város középső szigetét foglalja el a legnagyobb városrész, a Manhattan alapjain nyugvó Algonquin. Elsősorban a város üzleti negyedeként szolgál, a legtöbb felhőkarcoló a sziget déli részén csoportosul. Itt található a New York-i Central Park játékbeli megfelelője is, a Middle Park, és a Times Square is megtalálható Star Junction néven.
Bohan
Bronx játékbeli megfelelője Bohan, Liberty City legkisebb városrésze. Itt többnyire társasházak találhatók.
Alderney
New Jersey északi részének játékbeli megfelelője, a játékbeli fiktív állam fővárosa Alderney City mely a valóságban Jersey City-nek felel meg. Alderney-t és Algonquin-t a Hickey híd és a Booth alagút köti össze. A Grand Theft Auto: Chinatown Wars című játékból kihagyták.

## Egyéb kisebb szerepek
Egyéb Grand Theft Auto játékokban - melyek egy eltérő helyen játszódnak - is szóba kerül Liberty City. Többnyire csak párbeszédek folyamán, de előfordul, hogy egy rövid ideig látható maga a város is. Ezen játékok főszereplői is jól ismerték a várost egy időben.

### Grand Theft Auto: Vice City
A Grand Theft Auto: Vice City nyitójelenetében a Forelli család tulajdonában lévő Marco's Bistro látható belülről 1986-ban, ami Liberty City Portland városrészének Saint Mark's nevű kerületében található. A bisztróban Sonny Forelli arról beszél, hogy a játék főszereplőjét, a börtönből frissen szabadult Tommy Vercettit Vice City-be küldi. Tommy a "Harwood Butcher" (harwoodi hentes) becenevét a Portland Harwood kerületében történt mészárlásáról kapta, melyben 11 emberrel végzett a tervezett egy helyett. Ezen tettéért 15 éves börtönbüntetésre ítélték.

### Grand Theft Auto: San Andreas
A Grand Theft Auto: San Andreas első jelenetében a játék főszereplője Carl "CJ" Johnson a Francis Nemzetközi Reptérről indul haza a San Andreas-beli Los Santos-ba, a Liberty City-ben töltött 5 év után. A városban kisebb bűncselekményeket követett el és Don Salvatore Leone fiának Joey-nak dolgozott. A játék folyamán CJ egy rövid időre visszatér Liberty City-be, hogy meggyilkoljon egy magas rangú Forelli Mafia tagot a Marco's Bistro-ban, a San Andreas-ban tartózkodó Salvatore Leone parancsára. A küldetés Saint Mark's kerület délkeleti részén játszódik, ahol Carlnak át kell jutnia az étteremben rátámadó mafia tagokon, és az étterem hátsóudvarában likvidálnia a célszemélyt.
Liberty City a San Andreas történetének előzményeit bemutató kisfilmben, a The Introduction-ben is látható, ahol Carl autót lop és kirabol egy férfit, Salvatore Leone pedig a Portland Beach-en lévő házában egyezkedik részesedéséről egy Las Venturas-i kaszinó vállalkozásban.